# Gata
Gata je vesnice v Chorvatsku v Splitsko-dalmatské župě, spadající pod opčinu města Omiš. Nachází se v oblasti známé jako Poljica, asi 7 km severovýchodně od Omiše. V roce 2011 zde žilo 599 obyvatel.
Vesnicí prochází silnice D70. Sousedními vesnicemi jsou Čišla, Naklice, Tugare a Zakučac. Nachází se zde čtyři kostely – kostel svatého Cypriána v Gatě, kostel svatého Antonína v místní části Skočibe, kostel Nanebevzetí Panny Marie v místní části Podgradac a kostel svatého Jana nedaleko Skočibe.
Sídlo Gata je známé díky Gatskému masakru, který se zde udál 1. října 1942. Během něj četnici, členové Đujićovy frakce, pod vedením Mane Rokviće povraždili celkem 96 lidí, z toho 8 dětí.